# The Backyard (film fra 1920)
The Backyard er en amerikansk stumfilm fra 1920 af Jess Robbins.

## Medvirkende
- Jimmy Aubrey
- Oliver Hardy
- Jack Ackroyd
- Kathleen Myers
- Evelyn Nelson